# 4218-as mellékút (Magyarország)
A 4218-as számú mellékút egy majdnem pontosan 5 kilométer hosszú, négy számjegyű országos közút Hajdú-Bihar vármegye déli részén; Biharkeresztest köti össze Ártánddal.

## Nyomvonala
Biharkeresztes központjának nyugati szélén ágazik ki a 42 122-es számú mellékútból, annak 900-as méterszelvénye után – ez az út korábban, a település északi elkerülőjének átadásáig a 42-es főút része volt. Kezdeti szakasza a Damjanich utca nevet viseli és délkeleti irányban halad, majd alig 350 méter után egy elágazáshoz ér: nyugati irányban kiágazik belőle a Toldra vezető 42 121-es számú mellékút, a 4218-as pedig keletnek fordul. 800 méter után újabb elágazáshoz érkezik: ott a 4215-ös út ágazik ki belőle dél felé, s a folytatásban a neve is változik, onnét egy rövid szakaszon a Hősök tere, majd tovább a Kossuth utca nevet viseli.
Az 1,350-es kilométerszelvénye táján ismét egy nagyobb elágazása következik, ott a Debrecentől idáig húzódó 4808-as út torkollik bele, közel 50 kilométer megtételét követően. A 2. kilométere után enyhén délebbi irányt vesz, így hagyja elé a város utolsó házait is és lép át Ártánd területére, 3,2 kilométer után. A váltás alig észrevehető, hiszen ez utóbbi településen is egyből belterületek közt folytatódik, Rákóczi utca néven. A község keleti részén több irányváltása van, utolsó szakaszán – már külterületen – északkeleti irányban halad és úgy is ér véget, beletorkollva a 42-es főútba, annak a 61,250-es kilométerszelvénye táján.
Teljes hossza, az országos közutak térképes nyilvántartását szolgáló kira.gov.hu adatbázisa szerint 4,994 kilométer.

## Települések az út mentén
- Biharkeresztes
- Ártánd